# Hai, Nedrîhailiv
Hai (în ucraineană Гай) este un sat în comuna Korovînți din raionul Nedrîhailiv, regiunea Sumî, Ucraina.

## Demografie
Componența lingvistică a localității Hai
     Ucraineană (90,91%)
     Rusă (9,09%)
Conform recensământului din 2001, majoritatea populației localității Hai era vorbitoare de ucraineană (90,91%), existând în minoritate și vorbitori de rusă (9,09%).